# Todor Schiwkow

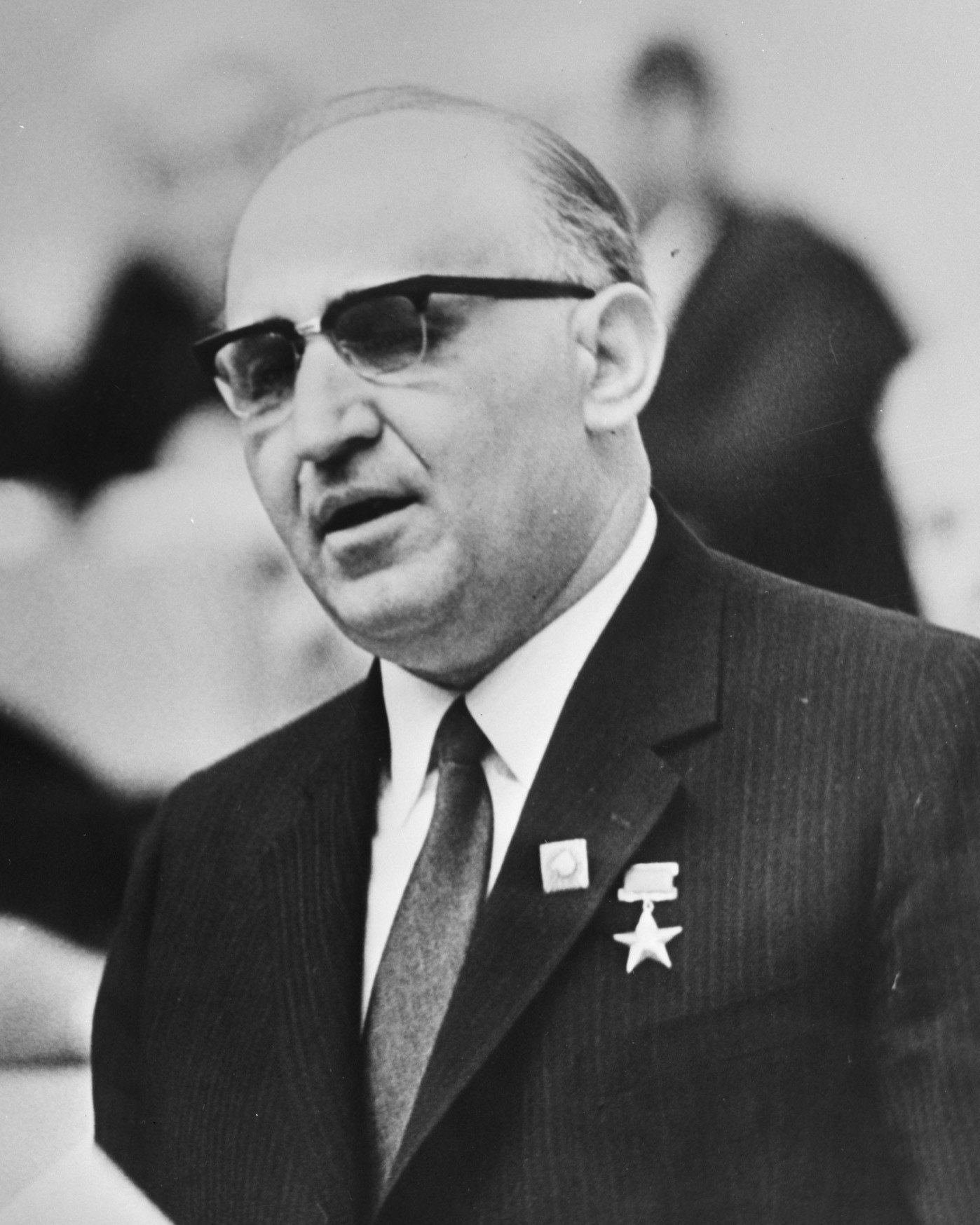
Todor Schiwkow (1971)

Todor Christow Schiwkow (bulgarisch Тодор Христов Живков, wissenschaftliche Transliteration Todor Christov Živkov; * 7. September 1911 in Prawez; † 5. August 1998 in Sofia) war ein kommunistischer bulgarischer Politiker. Vom 4. März 1954 bis zu seinem erzwungenen Rücktritt am 10. November 1989 war er Staatschef von Bulgarien und Erster Sekretär der Bulgarischen Kommunistischen Partei. Damit war er unter allen Oberhäuptern der Mitgliedstaaten des Warschauer Paktes derjenige mit der längsten Amtszeit.

## Leben

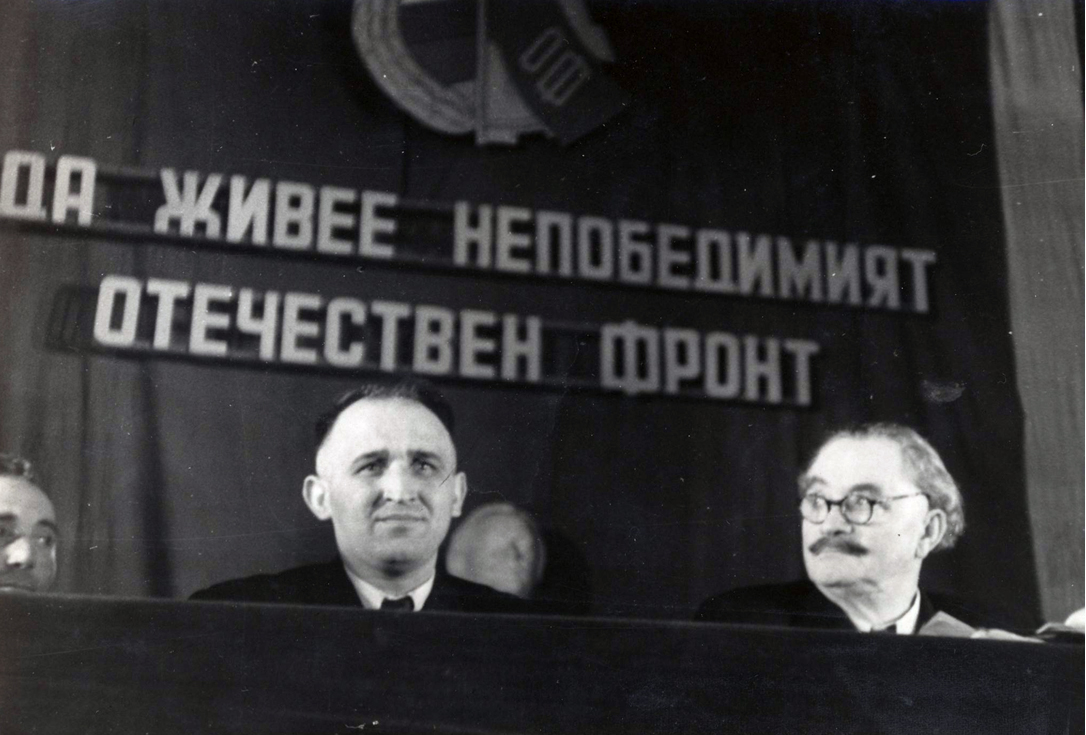
Todor Schiwkow (links) und Georgi Dimitroff (rechts) im Jahr 1946

Schiwkow wurde als Kind armer Bauern in dem kleinen Dorf Prawez geboren. Als Jugendlicher zog er auf der Suche nach Arbeit und einer besseren Zukunft nach Sofia. Dort wurde er 1932 Mitglied des Dimitrowski Komsomol, der Jugendabteilung der damaligen bulgarischen Kommunistischen Partei (BKP).
Während des Zweiten Weltkriegs stieg Schiwkow in der Partei auf und war am Widerstand der „Volksbefreiungsarmee“ gegen das Deutsche Reich beteiligt. In der Nachkriegszeit hatte Schiwkow wichtige Positionen innerhalb der nun von sowjetischer Seite gestützten Regierung inne, unter anderem leitete er die Volksmiliz, die unter seiner Führung Tausende Menschen aus politischen Gründen inhaftierte. Im Jahre 1950 wurde er Sekretär des Zentralkomitees der BKP. 1951 wurde er Vollmitglied des Politbüros des Zentralkomitees und 1954 Generalsekretär des Zentralkomitees und damit jüngster „Parteichef“ eines Ostblocklandes.
In den ersten zwei Jahren von Schiwkows Amtszeit als Generalsekretär der Partei war der stalinistisch orientierte Walko Tscherwenkow noch der eigentliche Staatschef; dieser wurde jedoch 1956 zum Rücktritt gezwungen, nachdem Chruschtschow nach Stalins Tod 1953 den Prozess der Entstalinisierung eingeleitet hatte. Im Jahre 1965 überstand Schiwkow den Versuch eines Staatsstreiches abtrünniger Armeeoffiziere und Parteimitglieder; ein solcher Vorfall war in einem kommunistischen Land bis dahin einmalig.
Während seiner Amtszeit hatte Bulgariens Wirtschaft hohe Wachstumsraten und machte einen schnellen Strukturwandel vom Agrarland zum Industriestaat durch. Schiwkow trieb die Verstädterung seines Landes massiv voran. Die allgemeine Versorgungslage verbesserte sich erheblich. Auch das Bildungsniveau der Bevölkerung stieg rasch an. Trotzdem blieb Bulgarien neben Rumänien und Albanien eines der ärmsten Länder Europas. Die politische Opposition im Land bekämpfte der Diktator mit äußerster Härte; abertausende Menschen waren als Dissidenten in ganz Bulgarien inhaftiert.
Als Protegé von Chruschtschow und persönlicher Freund von Leonid Breschnew war Schiwkow während des Kalten Krieges für seine äußerst loyale Haltung der UdSSR gegenüber bekannt. Er schlug 1963 vor, Bulgarien an die Sowjetunion anzuschließen – wahrscheinlich ein Schritt, um innerparteiliche Gegner zu marginalisieren. Der Schriftsteller und Regimekritiker Georgi Markow sagte einmal, „er diente der UdSSR mit mehr Inbrunst als die sowjetischen Führer selbst“.
Laut einer Aussage von Oleg Kalugin (ein Generalmajor des KGB) im April 1991 ordnete Schiwkow persönlich die Ermordung Markows durch das Regenschirmattentat 1978 an.
Im November 1988 gründeten Mitglieder der herrschenden Kommunistischen Partei einen „Klub zur Unterstützung von Glasnost und Perestroika“. Schiwkow unterdrückte zunächst diese parteiinterne Opposition mittels Ausschlüssen und Ausweisungen. Daneben versuchte er jedoch auch sich an die Spitze von gemäßigten Reformbemühungen zu stellen, ohne das Machtmonopol der Partei aufzugeben. Jedoch konnten diese Versuche seine eigene Amtsenthebung und schließlich den Fall des Realsozialismus nicht verhindern. Im Jahre 1989 wurde er aus der Bulgarischen Kommunistischen Partei ausgeschlossen und am 18. Januar 1990 verhaftet. Zwei Jahre später wurde er wegen Plünderung der Staatskassen und Korruption zu einer siebenjährigen Haftstrafe verurteilt, die aus Gesundheitsgründen 1996 in einen Hausarrest umgewandelt wurde.
Schiwkow starb am 5. August 1998 an einer Lungenentzündung.

## Familie und Kinder
Seine Frau Mara Maleewa starb 1971.
Todor Schiwkow versuchte, seinen Kindern eine Karriere in der Hierarchie der Bulgarischen Kommunistischen Partei zu sichern: Seine Tochter Ljudmila wurde Mitglied des Politbüros und Kulturministerin. Sie verfolgte einige Ideen, die auf fernöstlichen Philosophien basierten und von der alten Garde missbilligt wurden. Einige unsichere Quellen sind der Meinung, dass ihr früher Unfalltod im Jahre 1981 auf sowjetische Einmischung zurückzuführen sei. Ihr Ehemann Iwan Slawkow war Leiter des bulgarischen Staatsfernsehens und später Präsident des Bulgarischen Olympischen Komitees. Schiwkows Sohn Wladimir Schiwkow war Vorsitzender des Jugendverbandes (Komsomol).
Nachfahren von Schiwkows Familie leben heute in Deutschland, Österreich, Kanada und Bulgarien.